# Монреаль (Вісконсин)
Монреаль (англ. Montreal) — місто (англ. city) в США, в окрузі Айрон штату Вісконсин. Населення — 801 особа (2020).

## Географія
Монреаль розташований за координатами 46°25′54″ пн. ш. 90°14′21″ зх. д. / 46.43167° пн. ш. 90.23917° зх. д. (46.431725, -90.239057).  За даними Бюро перепису населення США в 2010 році місто мало площу 5,79 км², з яких 5,76 км² — суходіл та 0,03 км² — водойми.

## Демографія
Згідно з переписом 2010 року, у місті мешкало 807 осіб у 364 домогосподарствах у складі 228 родин. Густота населення становила 139 осіб/км².  Було 479 помешкань (83/км²).
Расовий склад населення:
| - 96,7 % — білих - 1,2 % — корінних американців - 0,2 % — азіатів - 1,4 % — осіб інших рас |

До двох чи більше рас належало 0,5 %. Частка іспаномовних становила 1,6 % від усіх жителів.
За віковим діапазоном населення розподілялося таким чином: 23,0 % — особи молодші 18 років, 63,9 % — особи у віці 18—64 років, 13,1 % — особи у віці 65 років та старші. Медіана віку мешканця становила 43,4 року. На 100 осіб жіночої статі у місті припадало 102,3 чоловіків;  на 100 жінок у віці від 18 років та старших — 95,9 чоловіків також старших 18 років.
Середній дохід на одне домашнє господарство  становив 52 203 долари США (медіана — 43 125), а середній дохід на одну сім'ю — 63 074 долари (медіана — 51 563). Медіана доходів становила 42 031 долар для чоловіків та 37 031 долар для жінок. За межею бідності перебувало 8,6 % осіб, у тому числі 5,1 % дітей у віці до 18 років та 12,0 % осіб у віці 65 років та старших.
Цивільне працевлаштоване населення становило 392 особи. Основні галузі зайнятості: освіта, охорона здоров'я та соціальна допомога — 30,1 %, виробництво — 18,1 %, мистецтво, розваги та відпочинок — 12,8 %, роздрібна торгівля — 11,7 %.